# Chiesa della Madonna delle Grazie (Sora)
La chiesa di Santa Maria delle Grazie o della Madonna delle Grazie è una chiesa del comune di Sora, in provincia di Frosinone, sede vescovile della diocesi di Sora-Cassino-Aquino-Pontecorvo. L'edificio sorge a mezza costa sul monte San Casto che sovrasta la città.
La devozione alla Madonna delle Grazie è da sempre molto sentita. Non pochi sorani salgono i 409 gradini della sua scalinata tutte le mattine del mese di maggio per la recita del Rosario. La scena si ripete il 2 luglio, il giorno della sua festa. Tale festività fu introdotta nella diocesi di Sora per volontà dei reali borbonici, anche se fu recepita e mantenuta solo a Sora e a Roccavivi.

## Storia
Non è stata, a tutt'oggi, trovata alcuna certificazione relativa alla data di edificazione. Se ne parla per la prima volta in un documento del 1583 nel quale il vescovo Ciceroni dispose che la “Cappella in culmine montis della Madonna delle Grazie”, alla morte del suo cappellano, don Curio Regoli, fosse unita alla Chiesa di Santa Restituta.

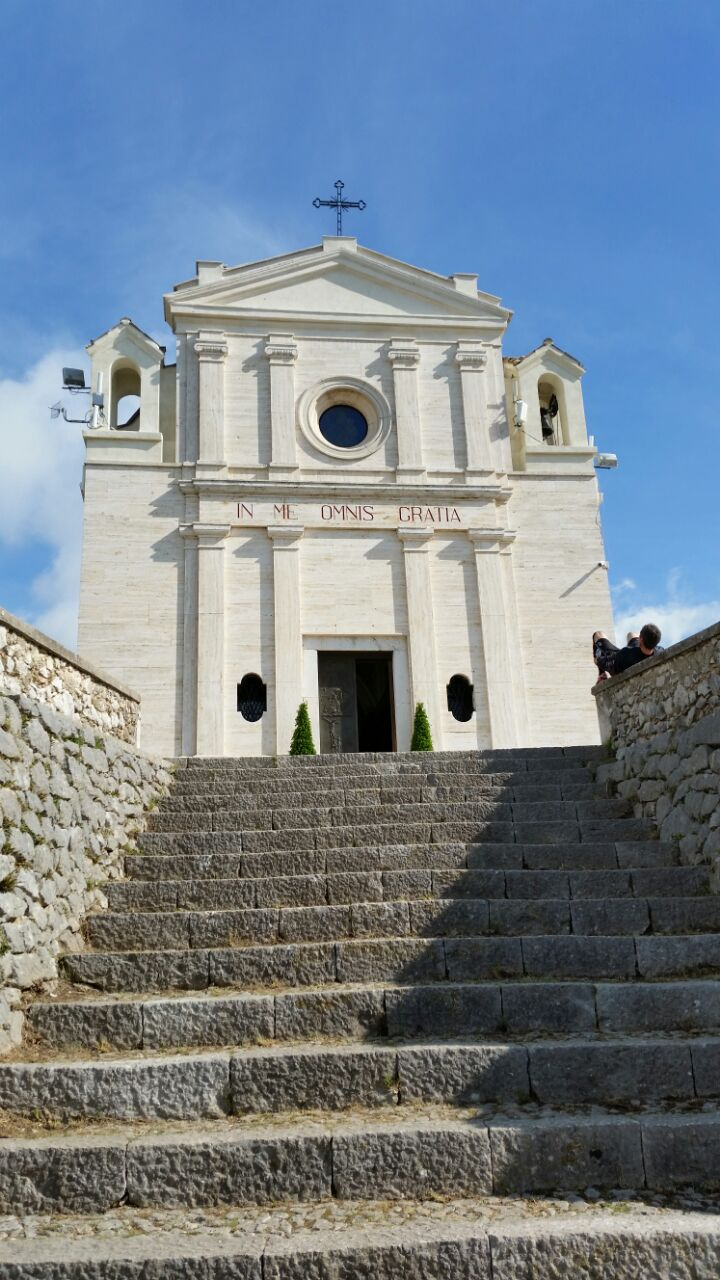
Sora, Madonna delle Grazie, facciata

Probabilmente essa fu fatta costruire proprio da detto cappellano e poco prima di questa data. Il 29 aprile 1706 il vescovo Matteo Gagliani, nella relazione conseguente la sua visita pastorale, ne fa una accurata descrizione. La chiesa era più bassa e di dimensioni ridotte rispetto all'attuale. Al suo interno vi erano tre altari: quello centrale, era sovrastato da un affresco della Madonna delle Grazie, tuttora venerato; quello di destra era dedicato alla Madonna del Carmine; quello di sinistra a san Gerardo confessore. Dietro la chiesa vi era l’abitazione dell’eremita-custode.

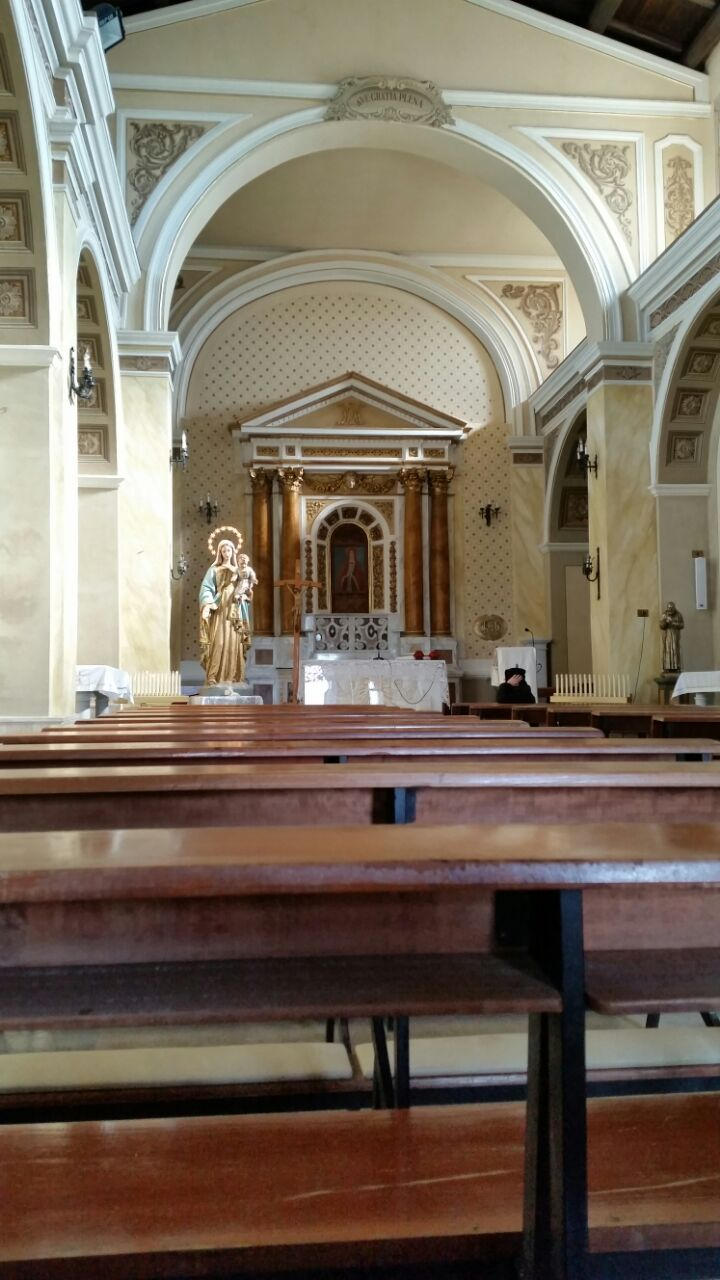
Sora, Madonna delle Grazie, interno

Nel 1861 la chiesa fu sopraelevata, ma già nello stesso anno trasformata in Corpo di Guardia della nascente Italia unita. Due anni dopo, il 2 luglio 1863, fu, con grandi festeggiamenti, riaperta al culto. Nel 1867, con il ricavato della vendita di ex-voto d’oro e d’argento, ripresero i lavori con il suo prolungamento, la costruzione di un atrio e l’apposizione di una campana. Questi lavori terminarono il 29 giugno 1868.
Nel 1908, per l’interessamento di don Filippo Loffredo, Preposto di Santa Restituta, furono realizzati, lungo un antico sentiero, gli odierni 409 gradini che costituiscono l’accesso principale alla chiesa. Insieme  a questo, gli accessi più frequentati sono due sentieri che passano l’uno davanti alla chiesa di Sant’Antonio Abate, l’altro davanti San Silvestro.
Sempre nel 1908, grazie all’impegno della famiglia Boimond, fu realizzata la Cappella di san Gaetano da Thiene.
Nel 1913 furono erette all’esterno cinque Croci di ferro. Altri lavori di manutenzione furono effettuati nel 1934 e poi nel 1951 con il contributo determinante della famiglia Alonzi, emigrata in Nord-America.
A giugno del 1974, si tenne a Sora il Secondo Congresso eucaristico Interdiocesano, in suo ricordo vennero erette altre nove croci in ferro simili a quelle del 1913 e la grande Croce dietro la Chiesa.
Nel 1971 la facciata dell’edificio fu rivestita di un bianco travertino e fu pavimentato l’intero piazzale antistante la chiesa.

## Architettura ed arte
All’interno si possono ammirare alcune pregevoli opere d’arte. Un prezioso ed antico affresco conservato sull'altare maggiore che raffigura una bella immagine della Madonna con le mani giunte. Tale opera è già citata nella relazione della visita pastorale del 1706, quindi deve risalire alla fine del Seicento. Il maestro Biagio Cascone ne curò il restauro nel 1976. È presente poi una statua della Madonna donata nel 1909 dai coniugi Nicola Lolli e Maria Grazia Tortolani.

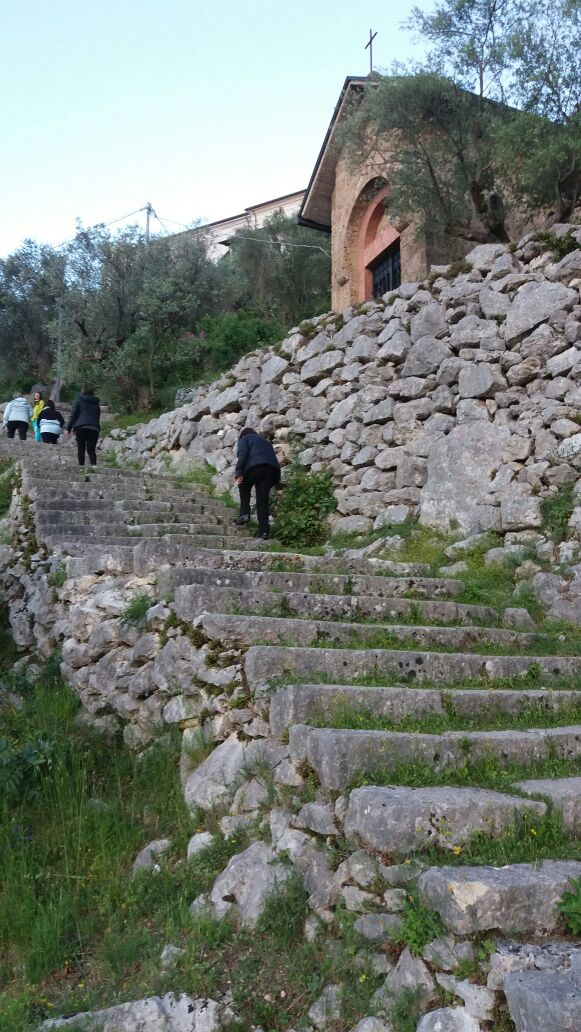
Scalinata che porta alla Madonna delle Grazie e Cappella di san Gaetano

Ancora più antica è la statua in legno di san Gerardo confessore, una delle più antiche della città di Sora, la cui festa e devozione è attestata già sul finire del Cinquecento. Nel giorno della festa di san Gerardo, si svolgeva, nel passato, un tradizionale pellegrinaggio compiuto dagli abitanti di Roccavivi probabilmente come ringraziamento alla Madonna delle Grazie per essere sopravvissuti ad una slavina che, nel 1616, aveva devastato l’intero paese.

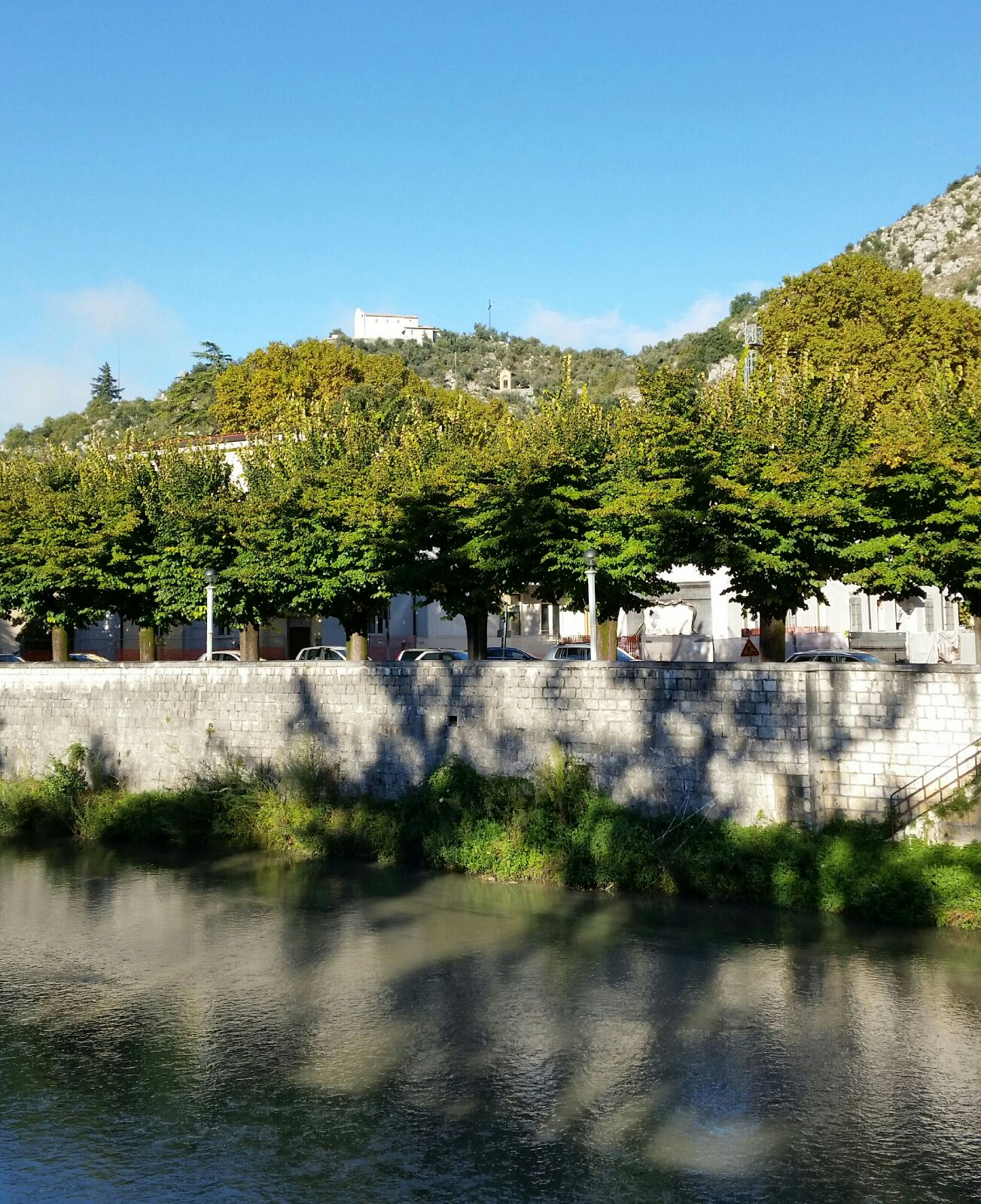
Madonna delle Grazie vista dal fiume Liri

Vi si trovano inoltre il busto di san Casto, in passato conservato nella cappella del Castello; la statua di san Luigi Gonzaga acquistata nel 1956 in sostituzione di quella più antica; ed infine quella del martire sorano compatrono della città san Cirillo (da non confondere con altri più famosi san Cirillo). Essa, opera del leccese Luigi Guacci in sostituzione di quella andata distrutta nel terremoto del 1915, vi fu trasferita il 10 agosto 1976 dalla chiesa di santa Restituta in occasione di lavori di restauro. Da allora san Cirillo è restato "in esilio" ed ancor peggio, si è persa l’usanza della sua festa.